# Dogodouman
Dogodouman es una localidad y comuna del círculo de Kati, región de Kulikoró, Malí. Enclavada en los Montes Mandinga se halla en los suburbios occidentales de la capital, Bamako. Su población era de 8.851 habitantes en 2009.